# Симс, Молли
Молли Симс (англ. Molly Sims) — американская топ-модель и актриса.

## Биография
Родилась 25 мая 1973 года в штате Кентукки, США.
Модельную карьеру Молли начала в 19 лет. Училась в Университете Вандербильта на факультете права в течение двух лет, но бросила в 1993 году ради карьеры модели.

## Личная жизнь
С 24 сентября 2011 года Молли замужем за продюсером , с которым она встречалась год до их свадьбы. У супругов есть трое детей: сын Брукс Алан Стубер (род.19.06.2012), дочь Скарлетт Мэй Стубер (род.26.03.2015) и ещё один сын — Грей Дуглас Стубер (род.10.01.2017).

## Карьера
С 2000 года Молли вела программу «Дом стиля» на MTV, после Синди Кроуфорд, Амбер Валлетты и Шалом Харлоу.

## Фильмография
Молли Симс впервые снялась в сериале Mission: Makeover в 1998 году, сыграв саму себя. Наиболее известная актерская работа — Лас-Вегас.
| Год       |    | Русское название                          | Оригинальное название              | Роль                     |
| --------- | -- | ----------------------------------------- | ---------------------------------- | ------------------------ |
| 2002      | в  | Фрэнк Маккласки, страховой детектив       | Frank McKlusky, C.I.               | Injured Girl             |
| 2002      | с  | Энди Рихтер, властелин вселенной          | Andy Richter Controls the Universe | Трейси                   |
| 2003      | тф |                                           | MTV Beauty and the Beat            |                          |
| 2003      | с  | Сумеречная зона                           | The Twilight Zone                  | Джанет Тайлер            |
| 2003—2008 | с  | Лас-Вегас                                 | Las Vegas                          | Делинда Делайл           |
| 2004      | ф  | Старски и Хатч                            | Starsky & Hutch                    | Миссис Фельдман          |
| 2005      | тф |                                           | Miss USA 2005                      |                          |
| 2006      | ф  | Запасные игроки                           | The Benchwarmers                   | Лиз                      |
| 2007      | с  | Джордан расследует                        | Crossing Jordan                    | Делинда Делайл           |
| 2008      | с  |                                           | Atom TV                            |                          |
| 2008      | с  |                                           | Saturday Night Live                | девушка из ночного клуба |
| 2008      | ф  | Всегда говори «Да»                        | Yes Man                            | Стефани                  |
| 2009      | ф  | Зажги этим летом!                         | Fired Up!                          | Диора                    |
| 2009      | ф  | Розовая пантера 2                         | The Pink Panther 2                 | Маргарита                |
| 2009      | в  |                                           | Lashisse                           |                          |
| 2009      | в  |                                           | Molly Sims Dramatic Acting Reel    |                          |
| 2010      | ф  | Венера и Вегас                            | Venus & Vegas                      | Энжи                     |
| 2010      | с  | Порочное, но приятное шоу с Робом Шутером | Naughty But Nice with Rob Shuter   |                          |
| 2013      | с  | Дневники Кэрри                            | The Carrie Diaries                 | Викки / миссис Донован   |
| 2020      | ф  | Не та девушка                             | The Wrong Missy                    | Мелисса                  |
| 2021      | ф  | День «да»                                 | Yes Day                            | наниматель на работу     |